# QuickTime File Format
QuickTime File Format (QTFF) è un formato di file contenitore sviluppato da Apple.

## Formati multimediali supportati

### Formati video supportati
|             | Supporto |
| ----------- | -------- |
| MPEG-1      | Sì       |
| MPEG-2      | Sì       |
| MPEG-4      | Sì       |
| WMV         | Sì       |
| RealVideo   | No       |
| Theora      | Sì       |
| Adobe Flash | Sì       |

### Formati audio supportati
|           | Supporto |
| --------- | -------- |
| MP3       | Sì       |
| WMA       | Sì       |
| RealAudio | No       |
| Vorbis    | Sì       |
| AC3       | Sì       |
| DTS       | Sì       |
| FLAC      | Sì       |

### Formati sottotitoli integrati supportati
|          | Supporto |
| -------- | -------- |
| VobSubs  | No       |
| Ogg Writ | No       |
| USF      | No       |